# Gmina Brestovăț
Gmina Brestovăț – gmina w Rumunii, w okręgu Temesz. Według danych na rok 2018 gminę zamieszkiwało 687 osób, a gęstość zaludnienia wyniosła 6,7 os./km².

## Klimat
Średnia temperatura wynosi 12 °C. Najcieplejszym miesiącem jest lipiec (24 °C), a najzimniejszym grudzień (–2 °C). Średnia suma opadów wynosi 992 milimetrów rocznie. Najbardziej wilgotnym miesiącem jest lipiec (130 milimetrów opadów), a najbardziej suchym jest listopad (47 milimetrów opadów).